# Scelio remaudierei
Scelio remaudierei är en stekelart som beskrevs av Charles Ferrière 1952. Scelio remaudierei ingår i släktet Scelio och familjen Scelionidae. Inga underarter finns listade i Catalogue of Life.